# 関西創価中学校・高等学校

学園旗

関西創価中学校・高等学校（かんさいそうかちゅうがっこう・こうとうがっこう）は、大阪府交野市寺に所在し、中高一貫教育を提供する私立中学校・高等学校。

## 概要
1973年、日蓮仏法を信仰する宗教法人創価学会の会長（当時、現・名誉会長）であった池田大作により創立される。学校法人創価学園の中等教育機関としては、1968年に開校した創価中学校・高等学校（当初は男子校）に次ぎ2校目であった。創立当初は女子校であった。
1982年、校名を関西創価中学校・高等学校と改称し、男女共学となった。
東京都八王子市にある創価大学・創価女子短期大学とは創立者を同じとするが、創価学園は同大学の附属中学校・高等学校ではなく、両者は違う学校法人として運営されている。創価大学・創価女子短期大学に半数以上が進学するが、2001年以降はアメリカ創価大学にも進学している。
在籍する児童・生徒の大多数は創価学会員の子弟である。ただし、学会員以外の子弟も入学・在籍・卒業でき、入学試験の採点や児童・生徒に対する処遇、成績評価等の面で学会員・非会員の区別は一切無い。

## 沿革

### 年表
1967年
- 3月29日 大阪に創価中学校・高等学校の開校を提案（大阪・中之島の中央公会堂にて）

1969年
- 7月20日 創価女子中学校・高等学校の設立発表（日本大学講堂にて）
- 10月 4日 創価女子中学校・高等学校設立準備委員会発足

1970年
- 9月 1日 創価女子中学校・高等学校起工式

1971年
- 1月23日 モットーとして「良識・健康・希望」を決定

1972年
- 1月17日 開校予定日とモットー「良識・健康・希望」を発表（日本武道館にて）
- 12月18日 創価女子中学・高校の設立が認可

1973年
- 4月 2日 創価女子中学校・高等学校落成式
- 4月 7日 創価女子中学校・高等学校開校
- 4月11日 第1回入学式
- 6月 4日 プール開き

1974年
- 4月19日 第1回創価学園大会（卒業生と在校生の集い）

1982年
- 4月1日 男女共学化にともない、関西創価中学校・高等学校に改称
- 11月22日 「学園池田記念館」開館式

1983年
- 9月12日「時習館」オープン

1984年
- 9月1日 「万葉コープ」オープン

1985年
- 4月2日 「ビクトリーグラウンド」オープン

1986年
- 2月1日 「栄光の間」「栄冠の間」オープン
- 3月15日 「学園池田記念講堂」オープン
- 3月17日 「栄光の青春」像除幕式、第一グラウンド開き
- 9月22日 「光球の碑」除幕式
- 12月20日 新校歌名を「栄光の旗」に決定

1987年
- 1月2日 「学園池田記念館」落成式

1990年
- 3月14日 新校歌「栄光の旗」を発表
- 9月1日 「創武館」オープン

2001年
- 3月 野球部が第73回選抜高等学校野球大会に出場。

2014年
- 3月11日 本校近隣にある大阪府警察学校跡地を大阪府から落札。

## クラブ、組織

### 文化部
- 吹奏楽、ダンス、ESS、鼓笛、天文電子
- 数学、理科環境、演劇、
- 美術、オーケストラ、レオナルド合唱団
- 書道、囲碁、将棋、箏曲
- ディベート
- 英語ディベート（高校のみ）
- 応援団、模擬国連 (MUN) （高校のみ）
- 栄光太鼓、中国語（高校のみ）
- 関西創価学園EarthKAM（アースカム）プロジェクト　
ISS（国際宇宙ステーション）に搭載されたカメラを、インターネットを通じて遠隔操作し地球の写真を撮影するプロジェクト。
NASAの教育プログラムの一環であり、現在、国内唯一の参加校。
2011年4月現在、NASAの教育プログラムへの34回目（34回連続）の世界一の参加記録を更新。

### 運動部
- 硬式野球、ラグビー、卓球、剣道、男女バレー
- 男女バスケット、サッカー、水泳、女子ソフトテニス
- 陸上、柔道、合気道

### 保存会
- 桜・白鳥・竹林・鯉・螢・蓮・萩・さざんか

### その他校内組織
- 男子新世紀栄光班
- 女子新世紀栄光班
- 写真班
- 編集班
- 放送班
- 救護班
- 設営班
- ハングル同好会
- スペイン語同好会
- 硬式テニス同好会
- ボランティア同好会
- 社会福祉同好会
- アフリカ研究会
- 鳳雛塾
- KANCA

## 主な卒業生
- 麻生泰（医師、タレント、YouTuber）
- おさる（元：モンキッキー） - お笑いタレント（元アニマル梯団）
- コアラ（元：ハッピハッピー。） - お笑いタレント（元アニマル梯団）
- 山下隆章 - お笑いコンビ（蓮華）
- 石川博崇 - 参議院議員（公明党）、元外務省職員、外交官
- 里見隆治 - 参議院議員（公明党）、元厚生労働省職員
- 中野洋昌 - 衆議院議員（公明党）、第26代国土交通大臣
- 鰐淵洋子 - 衆議院議員、元参議院議員 （公明党）
- 高橋光男 - 参議院議員（公明党）
- 原田大二郎 - 参議院議員（公明党）
- 佐々木雅文 - 参議院議員（公明党）
- 司隆史 - 参議院議員（公明党）
- 國重隆 - プロボクシング選手
- 國重徹 - 衆議院議員
- 久住辰也 - ラグビー選手（元ラグビー日本代表）
- 元公法 - ラグビー選手
- 後藤満久 - ラグビー選手
- 阿久田健策 - ラグビー選手
- 吉川修司 - ラグビー選手
- 駒居鉄平 - 元プロ野球選手（北海道日本ハムファイターズ）
- 野間口貴彦 - 元プロ野球選手（読売ジャイアンツ投手）
- 髙田周平 - 元プロ野球選手（阪神タイガース投手）
- 山本伸一 - 競輪選手、元野球選手（高知ファイティングドッグス外野手）

## 交通アクセス
- 西日本旅客鉄道（JR西日本）学研都市線河内磐船駅より徒歩20分
- 京阪交野線河内森駅より徒歩20分

## 行事
本校の主な行事は、「栄光の日」、「情熱の日」、「英知の日」における記念集会と「情熱の日」に行われる記念競技大会､中学では「英知の日」に行われる記念合唱祭がある。記念集会の模様と入学式、卒業式は東京キャンパスと同時中継されることが多い。

## 同窓会
- 卒業生の集まりとして「金星会（男子）」「螢会（女子）」がある。
- 毎年9月に創価大学で「創価教育同窓の集い」が開催される。

## 系列校
- 日本
  - 学校法人創価学園
    - 創価中学校・高等学校
    - 東京創価小学校
    - 関西創価小学校
    - 札幌創価幼稚園

  - 学校法人創価大学
    - 創価大学
    - 創価女子短期大学
- アメリカ合衆国
  - アメリカ創価大学
- ブラジル
  - ブラジル創価学園（小学校 中学校 高等学校）
  - ブラジル創価幼稚園
- 香港
  - 香港創価幼稚園
- 韓国
  - 韓国幸福幼稚園
- マレーシア
  - マレーシア創価幼稚園
- シンガポール
  - シンガポール創価幼稚園